# A Noite do Fim do Mundo (minissérie)
A Noite do Fim do Mundo é uma minissérie de televisão portuguesa, do género de romance e drama histórico, da autoria de Joaquim Fernandes. Realizada por Henrique Oliveira e com argumento de Rodrigo Freitas e Henrique Oliveira, a minissérie foi produzida pela HOP! e transmitida pela RTP1 em 2010.
Composta por dois episódios, a sua narrativa decorre em Maio de 1910, meses antes da Revolução de 5 de Outubro, quando é anunciado que a Terra poderá colidir com a cauda do Cometa Halley na noite de 18 de Maio de 1910, apelidando essa data de "A Noite do Fim do Mundo". David Pereira, correspondente do Diário de Notícias em Mirandela, é então convidado para trabalhar na redação do jornal em Lisboa, para aí elaborar artigos sobre os 15 dias que antecedem a fatídica colisão, contudo ao chegar à capital, apaixona-se por Leonor Castilho, uma cantora do teatro de revista, que mantém uma relação secreta com o Ministro do Reino. Simultaneamente, a Carbonária Portuguesa reúne secretamente e elabora um plano de atentado ao Ministro para implementar a República.

## Elenco
- João Tempera como David Pereira
- Sofia Duarte Silva como Leonor Castilho
- Luís Gaspar como Miguel Costa
- Maria João Abreu como D. Emília
- Sinde Filipe como Capitão Resende
- Ana Guiomar como Lurdinhas
- Mário Jacques como Padre Bentes
- Pedro Saavedra como António Jorge
- Joaquim como António Vaz Mendes
- José Boavida como Alfredo Miranda
- Marques d'Arede como Ministro
- Sérgio Silva como Superintendente
- António Marques como Presidente da Carbonária
- Roberto Candeias como Molière
- João Bráz como Porteiro
- Carlos Saltão como Cavalheiro
- Susana Lacerda como Doroteia
- Rita Simões como Glória
- Carla Vasconcelos como Mulher de Alfredo
- Ana Murinello como Mulher do Pesadelo
- Maria Simões como Mulher do Povo
- Nuno Machado como Homem do Povo